# Willye White
Willye Brown White (Money, 31 dicembre 1939 – Chicago, 6 febbraio 2007) è stata una lunghista e velocista statunitense.

## Biografia
A 17 anni ancora da compiere, ai Giochi olimpici di Melbourne 1956, vinse la medaglia d'argento nel salto in lungo, divenendo la prima donna statunitense a conquistare una medaglia in questa disciplina. Arricchì il proprio medagliere olimpico con un altro argento, questa volta conquistato nella staffetta 4×100 m a Tokyo 1964, dopo aver intrapreso la carriera da velocista.
Oltre ad aver partecipato a cinque edizioni dei Giochi olimpici (1956, 1960, 1964, 1968 e 1972), vinse 13 titoli nazionali nel salto in lungo e conquistò la medaglia d'oro anche ai Giochi panamericani, nel 1963.
È morta il 6 febbraio 2007 a causa di un tumore al pancreas.

## Palmarès
| Anno | Manifestazione      | Sede              | Evento         | Risultato | Prestazione | Note |
| ---- | ------------------- | ----------------- | -------------- | --------- | ----------- | ---- |
| 1956 | Giochi olimpici     | Melbourne         | Salto in lungo | Argento   | 6,09 m      |      |
| 1960 | Giochi olimpici     | Roma              | Salto in lungo | 16ª       | 5,77 m      |      |
| 1963 | Giochi panamericani | San Paolo         | Salto in lungo | Oro       | 6,15 m      |      |
| 1963 | Giochi panamericani | San Paolo         | 4×100 m        | Oro       | 45"72       |      |
| 1964 | Giochi olimpici     | Tokyo             | Salto in lungo | 12ª       | 6,07 m      |      |
| 1964 | Giochi olimpici     | Tokyo             | 4×100 m        | Argento   | 43"9        |      |
| 1967 | Giochi panamericani | Winnipeg          | Salto in lungo | Bronzo    | 6,17 m      |      |
| 1968 | Giochi olimpici     | Città del Messico | Salto in lungo | 11ª       | 6,08 m      |      |
| 1972 | Giochi olimpici     | Monaco            | Salto in lungo | 11ª       | 6,27 m      |      |